# Ochincel
Ochincelul sau ochincelul mic (Gentiana nivalis - L.) este o plantă cu flori din familia Gentianaceae.

## Descriere

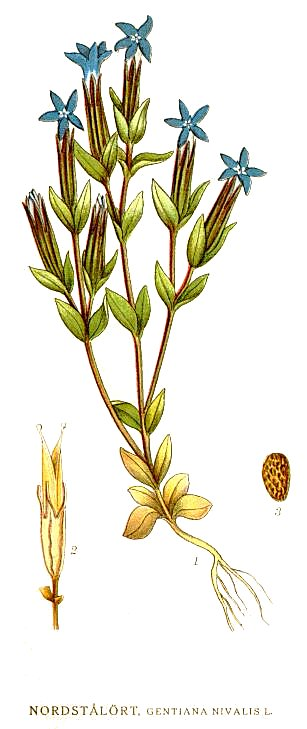
Morfologia

Această plantă, foarte gingașă, crește până la o înălțime de 2-10, uneori 15 cm. Tulpina este frunzoasă, ramificată de obicei de la bază. Ramurile poartă la vârf câte o floare mică, cu caliciu cilindric, îngust, cu cinci dinți ascuțiți și o corolă formată dintr-un tub îngust cilindric. Caliciul este alb la interior. Floarea are 5 petale de culoare albastru intens. Frunzele mici sunt așezate în perechi. Ochincelul înflorește în lunile iulie-august.

## Răspândire
În România, Crește pe pajiștile, bolovănișurile și în locurile pietroase din munții Carpați.

## Sinonime
- Calathiana nivalis  (L.) Delarbre[1]
- Gentiana nivalis var. brevifolia Rouy [1908, Fl. Fr., 10 : 266]
- Ericala carpathica G.Don [1838, Gen. Hist., 4 : 190]
- Lexipyretum nivale (L.) Dulac [1867, Fl. Hautes-Pyr. : 450]
- Hippion nivale (L.) F.W.Schmidt in Roem. [1796, Arch. Bot. (Leipzig), 1 (1) : 10, 18]
- Ericoïla nivalis (L.) Borkh. in Roem. [1796, rch. Bot. (Leipzig), 1 (1) : 27]
- Ericala nivalis (L.) Gray [1821, Nat. Arr. Brit. Pl., 2 : 336]
- Chiophila nivalis (L.) Raf. [1837, Fl. Tell., 3 : 23][2]

## Diverse

Stema municipalității norvegiene Nord-Aurdal

Este floarea comitatului Perthshire din Scoția, Regatul Unit. De asemenea, este una din florile naționale ale Elveției. Municipalitatea norvegiană Nord-Aurdal are această plantă pe stema sa.